# Erik Turén
Bo Erik Christer Turén, född den 7 december 1892 i Villberga församling, Uppsala län, död den 4 juni 1972 i Sollefteå, var en svensk jurist. Han var bror till Sven Turén.
Turén avlade juris kandidatexamen vid Stockholms högskola 1918 och genomförde tingstjänstgöring 1918–1925. Han var extra ordinarie assessor i Svea hovrätt 1925–1928, biträdande domare i Ovansiljans domsaga 1928–1934 och häradshövding i Ångermanlands mellersta domsaga 1937–1959 (tillförordnad från 1934). Turén  blev riddare av Nordstjärneorden 1942 och kommendör av samma orden 1955.